# Weberton Correia dos Santos
Weberton Correia dos Santos (nacido el 26 de julio de 1990) es un futbolista brasileño que se desempeña como defensa.

## Trayectoria

### Clubes
| Club                 | País   | Año  |
| -------------------- | ------ | ---- |
| Palestra             | Brasil | 2009 |
| Corinthians Alagoano | Brasil | 2009 |
| Ventforet Kofu       | Japón  | 2009 |
| Santo André          | Brasil | 2010 |